# Bisdom Altamura-Gravina-Acquaviva delle Fonti
Het bisdom Altamura-Gravina-Acquaviva delle Fonti (Latijn: Dioecesis Altamurensis-Gravinensis-Aquavivensis, Italiaans: Diocesi di Altamura-Gravina-Acquaviva delle Fonti) is een in Italië gelegen rooms-katholiek bisdom met zetel in de stad Altamura. Het bisdom behoort tot de kerkprovincie Bari-Bitonto, en is, samen met het aartsbisdom Trani-Barletta-Bisceglie en de bisdommen Andria, Conversano-Monopoli en Molfetta-Ruvo-Giovinazzo-Terlizzi suffragaan aan het aartsbisdom Bari-Bitonto.

## Geschiedenis
Het bisdom werd opgericht in 1248 als Prelatuur Altamura. De in de kerkprovincie Bari gelegen prelatuur kreeg op 17 augustus 1848 de naam Altamura e Acquaviva delle Fonti. Op 30 september 1986 werd de prelatuur samengevoegd met het bisdom Gravina en verheven tot bisdom.

## Bisschoppen van Altamura-Gravina-Acquaviva delle Fonti
- 1986–1994: Tarcisio Pisani, O.M.
- 1994–1997: Agostino Superbo (ook aartsbisschop van Potenza)
- 1997–2013: Mario Paciello
- Sinds 2013: Giovanni Ricchiuti

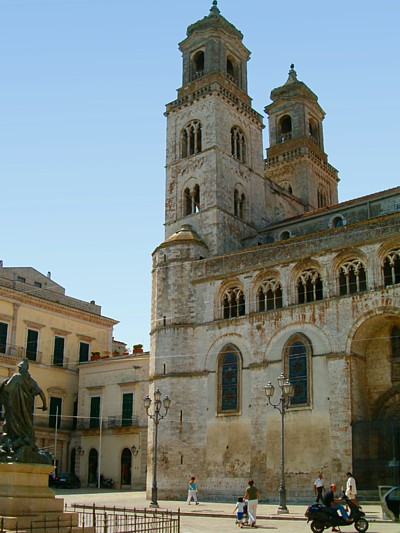
Kathedraal van Altamura
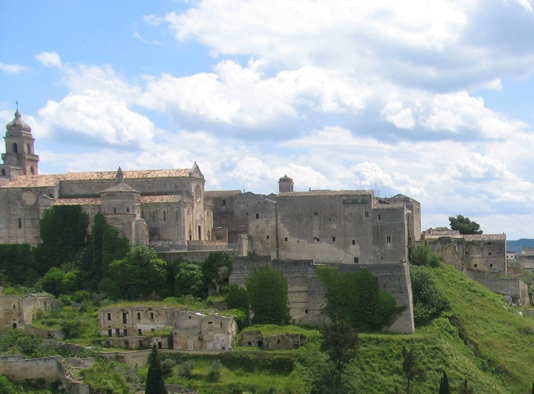
Cokathedraal van Gravina in Puglia
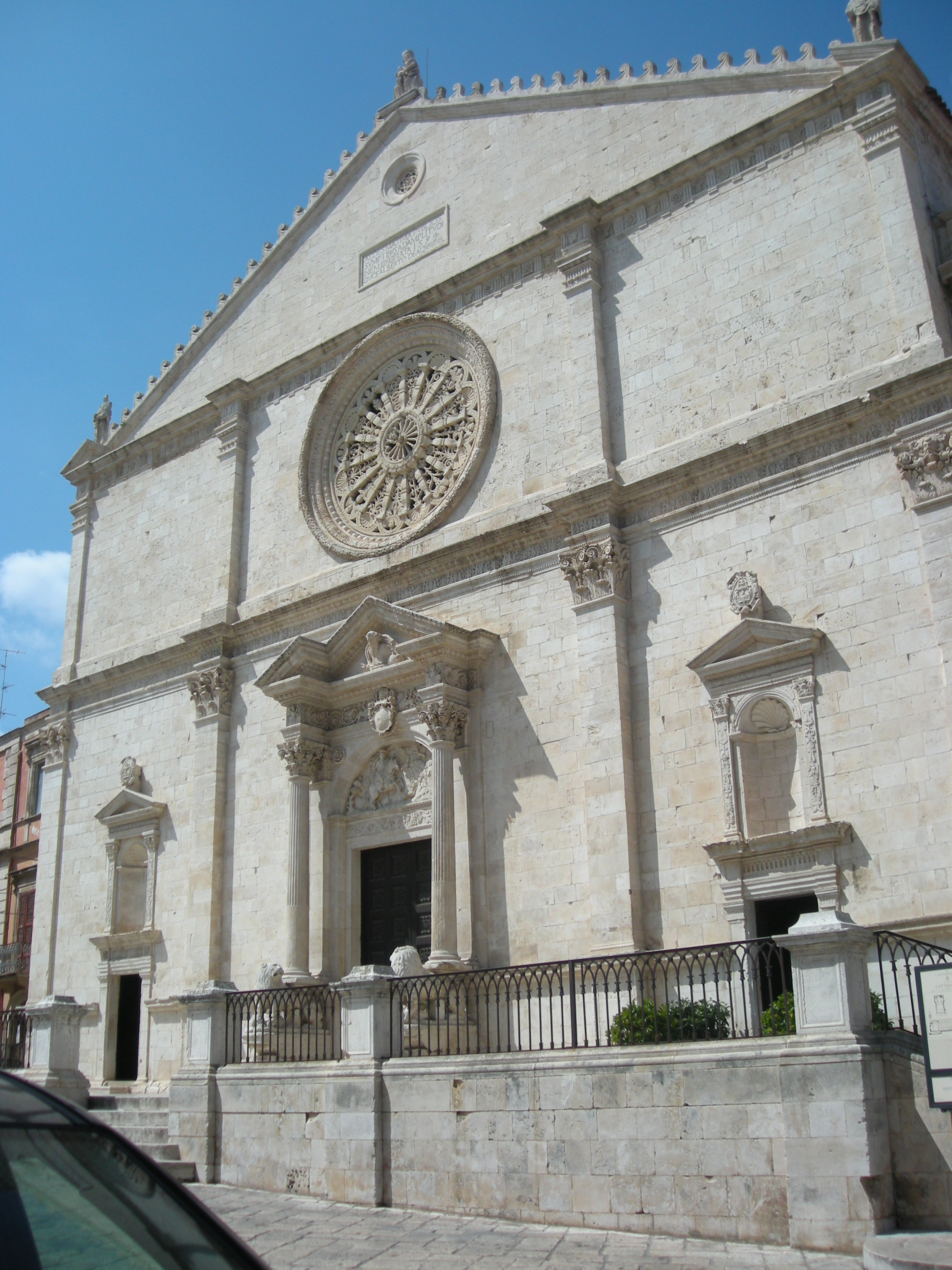
Cokathedraal van Acquaviva delle Fonti